# HMS Vanguard (1909)
Pour les autres navires du même nom, voir HMS Vanguard.

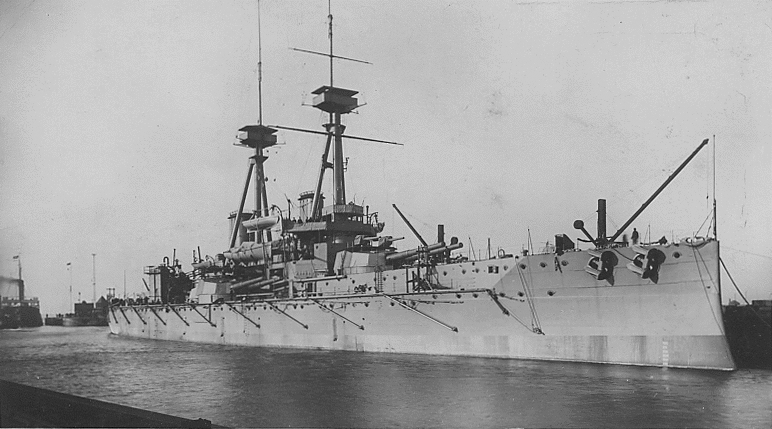
HMS Vanguard

Le huitième HMS Vanguard de l'histoire de la Royal Navy britannique est un cuirassé de classe St. Vincent, une version améliorée du Dreadnought, construit par Vickers à Barrow-in-Furness. Il est conçu et construit pendant la course à l'armement navale entre la Grande-Bretagne et l'Allemagne au début du XXe siècle. Il est rattaché à la Home Fleet chargée de la défense du territoire britannique.
Lorsque la Première Guerre mondiale éclate, le Vanguard intègre le First Battle Squadron à Scapa Flow, et combat pendant la bataille du Jutland au sein du Fourth Battle Squadron. Il participe aux combats du début à la fin, mais n'a à souffrir d'aucun dégâts ni de pertes humaines.
Juste avant minuit le lundi 9 juillet 1917 à Scapa Flow, le Vanguard explose, probablement à cause d'un feu qui se serait déclaré dans les chaufferies, échauffant la cordite stockée contre une cloison adjacente de l'un des deux magasins destinés à desservir les tourelles P et Q. Il coule immédiatement, entraînant avec lui environ 804 hommes ; seuls deux membres d'équipage parviennent à s'échapper. Le site du naufrage est aujourd'hui protégé et surveillé au titre de la Protection of Military Remains Act de 1986. Une des victimes de l'explosion est le capitaine Kyōsuke Eto, un observateur militaire de la marine impériale japonaise, qui était alliée à la Royal Navy à l'époque, dans le cadre de l'alliance anglo-japonaise.
En termes de pertes humaines, la destruction du Vanguard est — à ce jour — l'explosion accidentelle la plus meurtrière de l'histoire du Royaume-Uni.

## Sources et références
- (en) Cet article est partiellement ou en totalité issu de l’article de Wikipédia en anglais intitulé « HMS Vanguard (1909) » (voir la liste des auteurs).
- Siegfried Breyer, Battleships and Battle Cruisers, 1905-1970, Macdonald & Jane's, Londres, 1973